# Березневі іди (фільм, 2000)
Березневі іди (англ. Ides of March) — американський бойовик 2000 року.

## Сюжет
Колишній британський секретний агент Томас Кейн, вирішує почати нове життя в Сполучених Штатах. Тепер він живе в тихому районі разом з дружиною і дочкою і працює у великій фірмі. Його сім'я навіть не підозрює, що ця фірма — не що інше, як синдикат професійних убивць під назвою «Організація». Томас є членом елітної групи кілерів, яких залучають для усунення урядових чиновників та банкірів. Але разом з винагородою від «Організації», Кейн отримує відступні від замовлених йому жертв, яким він продає їх власні життя. Коли це стає відомо його могутнім роботодавцям, Кейн сам стає мішенню найкращої в світі команди ліквідаторів.

## У ролях
| Актор               | Роль           |
| ------------------- | -------------- |
| Гері Деніелс        | Томас Кейн     |
| Крістофер Степлтон  | Еміль Вульф    |
| Майкл Медсен        | дядько         |
| Джон Кояма          | Едді Чин       |
| Лаура Мілбі         | реєстратор     |
| Джордж Чунг         | Реймонд        |
| Тім Колсері         | Боб            |
| Ліді Деньє          | дружина Томаса |
| Девід «Шарк» Фралік | Джонні         |
| Стівен Хо           |                |
| Трейсі Філліпс      |                |
| Стоун Ван Гордер    | Бак            |